# Festival MOT
El Festival MOT és un festival de literatura que se celebra entre dues ciutats: Girona i Olot entre els mesos de març i abril. L'edició del 2020 no es va poder celebrar a causa de la pandèmia de la Covid-19. Al març de l'any 2021 torna a celebrar-se.

## Seus
A Girona la primera edició es van celebrar al centre cultural de la Mercè. A partir del 2015 es va realitzar a l'auditori de la nova Biblioteca Carles Rahola. L'edició el 2021 es va tornar a realitzar al centre cultural de la Mercè.
A Olot les quatre primeres edicions es van realitzar a l'espai La Carbonera d'Olot, a partir del 2018 es va realitzar a la sala El Torin.

## Història

### Primera edició 2014: "Literatura fantàstica"[1]
El Festival MOT fou presentat per primera vegada als mitjans a finals de febrer de 2014. La primera edició va tenir una doble inauguració: a Girona, amb una conferència de l'escriptor Albert Sánchez Piñol, acompanyada d'un espectacle fantàstic. A Olot, amb una conversa entre el comissari del MOT 2014, David Roas i l'editor Jacobo Siruela.
A la primera edició van assistir figures de prestigi internacional com la russa Anna Starobínets o l'escriptor mexicà Ignacio Padilla; autors catalans com Elia Barceló, Fernando Iwasaki, Félix J. Palma, Marc Pastor, Víctor Martínez-Gil, Carles Batlle, Cristina Fernández Cubas; o crítics i directors de cinema com Àngel Sala, Pep Prieto o Ivan Pintor. El festival va dedicar també una matinal als autors catalans actuals que escriuen narrativa fantàstica. Per tal de donar a conèixer la seva obra es va organitzar un vermut literari en què els mateixos escriptors llegien els seus textos amb acompanyament musical.
En total, es van programar més de 40 activitats -la majoria gratuïtes- entre conferències, visites guiades, vermuts literaris, gastronomia amb tocs de fantasia, espectacles de carrer... A més d'un seguit d'actes organitzats amb altres entitats i associacions locals.

### Segona edició 2015: "Escriure ciutats"[5]
La segona edició del festival es va dur a terme del 9 a l'11 d'abril a la sala La Carbonera d'Olot i del 13 al 19 a la Biblioteca Carles Rahola de Girona. Està organitzat per l'Ajuntament d'Olot i l'Ajuntament de Girona amb la col·laboració de la Institució de les Lletres Catalanes, la Diputació de Girona i la Fundació del Banc de Sabadell. Aquesta edició del MOT, va explorar la relació entre les ciutats i la literatura. Comissariada per la doctora en Filologia i professora de Literatura Contemporània Margarida Casacuberta, la qual va iniciar l'acte amb una conferència.
Entre els objectius del festival de Literatura, hi ha la voluntat d'acostar reconeguts escriptors al seu públic lector i descobrir la literatura des de mirades diverses. Per aquest motiu, a més de les converses entre grans autors, també s'han organitzat activitats complementàries com exposicions, espectacles, projeccions, tallers, rutes o cicles, amb la complicitat d'associacions i entitats gironines i olotines.
En aquesta segona edició van assistir figures de prestigi internacional com John Lanchester, Laura Restrepo, Éric Hazan, António Lobo Antunes, Cees Noteboom, Sorj Chaladon, Petros Màrkaris; autors de prestigi nacional com, Eduardo Mendoza, Luís Goytisolo, Rafael Chirves; autors catalans com Josep Maria Fonalleras, Matthew Tree, i periodistes com Imma Merino i Xavier Grasset.
El VER-MOT (vermut literari) a Olot, amb el títol de "Ciutats pròximes" va ser conduït per Màrius Serra, amb la participació de Vicenç Pagès, Joan-Daniel Bezsonoff, Adrià Pujol, Rafael Nadal i Edgar Illas. A Girona, amb el títol de "Ciutats imaginàries", va anar a càrrec de Xavier Graset, amb lectures de Joan- Lluís Lluís, Núria Perpinyà, Marina Espasa, Mar Bosch i Imma Monsó.
El MOT tanca el segon capítol amb més de 2.500 persones i es consolida com a punt de trobada entre autors de referència internacional i nacional i el seu públic lector.

### Tercera edició 2016: "Vides escrites, escriure vides"[10]
Es va celebrar del 7 al 16 d'abril de 2016, entre les dues ciutats Girona i Olot. Va ser comissariada per Margarida Casacuberta i volia explorarar els processos creatius que hi ha darrere les biografies literàries, unes vides novel·lades que abracen des de les vides rebels de John Banville fins a les bèsties de Mia Couto, passant pels impostors de Cercas i Barbal, els jos d'Amélie Nothomb, les muses de Cristina Masanés, els pares de Luis Landero, Vicenç Villatoro i Antonio Garriga Vela o les dones de Juan José Millás i Monika Zgustová.

### Quarta edició 2017: "Escriure el passat"[11]
Es va celebrar del 23 de març a l'1 d'abril de 2017, entre Girona i Olot. La comissaria Margarida Casacuberta descriu la temàtica d'aquest any com: el passat és un lloc on els escriptors contemporanis no s'estan d’acudir a l’hora de construir els seus relats. En alguns casos, el passat és recent i constitueix el paisatge on se situa l’acció –la Primera Guerra Mundial, per exemple-, o s'hi arriba a través de l'exploració del record, de la memòria dels personatges –les emigracions, exilis, diàspores, genocidis que travessen 
l’Europa del segle xx, també per exemple; en d'altres casos, el passat és remot i l'escriptor s'hi capbussa per tal de conèixer el funcionament d’unes societats, d’uns d’individus, d’unes cultures, d’unes maneres de pensar i d’actuar que interpel·len i emmirallen alhora el lector actual. En d'altres, encara, el passat es fa present i, tal com escriu W. G. Sebald a Els emigrats, traspassa totes les capes d’oblit que, de manera conscient o inconscient, l’han pretès ocultar. En tots els casos, el passat és un dels fils que constitueixen el teixit narratiu d’algunes de les més rellevants veus literàries contemporànies, que indaguen sobre el temps present i, molt especialment, sobre la nostra fràgil retenció del passat, a través d’unes escriptures que il·luminen allò que és perdut, i retrobat, en el decurs del temps.
El MOT 2017 es proposa d’explorar i reflexionar sobre els usos del passat en la literatura contemporània a través de múltiples punts de vista i de diversos gèneres literaris, des de la novel·la al teatre, la novel·la gràfica, la novel·la negra i la novel·la històrica.
Programa de la quarta edició es va compondre de fins a quaranta-un autors, vuit dels quals venien del panorama literari internacional: Patrick Deville, Kenizé Mourad, Joan Daniel Bezsonoff, Mathias Enard, Valerio Massimo Manfredi, Evelio Rosero, Leonardo Padura, Edward Rutherfurd i Salem Zenia. Sis venien de diferents punt de l’Estat: Bernardo Atxaga, Almudena Grandes, Pere Antoni Pons, Emili Manzano i Carme Riera, Santiago Posteguillo i Manuel Rivas. El autors eren catalans eren, Francesc Serés, Albert Sánchez Piñol, Ramon Solsona, Gemma Ruiz.

### Cinquena edició 2018: "Literatura encarnada"[12]
Aquesta edició fou comissariada per Josep Ramoneda i es va dur a terme del 15 al 17 de març la Biblioteca Carles Rahola de Girona i del 22, al 24 de març a la sala El Torín d'Olot.
Literatura encarnada és aquella que vol testificar la realitat que ens envolta, ja sigui en l’àmbit de l'experiència privada o col·lectiva. I així l'escriptura es fa carn. I habita entre nosaltres. El festival reflexiona sobre el compromís de la literatura a partir de l'experiència viscuda.
La quinzena de converses s'organitzen majoritàriament en diàlegs a dos i tres bandes, que aquesta edició se centraran en temàtiques “encarnades” pels mateixos autors. S'abordaran temes diversos de caràcter polític, social i cultural com el món soviètic i postsoviètic, la cultura africana i les llengües reprimides, la barbàrie nazi, els refugiats, el periodisme de guerra i l’abolició dels drets i llibertats a l’Europa actual, el conflicte basc, l’aporofòbia, el descobriment de la identitat sexual, la corrupció, el crim violent, la crueltat entre infants i la cultura digital i la deshumanització a les xarxes socials.
Integren el programa d’aquesta cinquena edició fins a quaranta autors, deu dels quals venen del panorama literari internacional: Erri De Luca (Itàlia), Ngugi Wa Thiongo (Kènia), Andreï Makine (Rússia), Philippe Sands i John Carlin (Regne Unit), Bashkim Shehu (Albània), Hakan Gunday (Grècia) i Salem Zenia (Cabília, Algèria).
Entre els autors i participants catalans, comptarem amb Care Santos, Llucia Ramis, Pep Coll, Miquel de Palol, Eva Vàzquez, Xavier Pla, Miquel Berga, Teresa Solana, Anna Punsí, Mar Bosch, Vicenç Pagès, Xevi Sala, Valèria Gaillard, Bru Rovira, Plàcid Garcia-Planas, Anna Ballbona, Bel Olid, Carme Colomina, Jaume Muñoz, Santiago Tarín, David Fernàndez i Enric Puig Punyet.
Provinents de la resta de l’Estat, hi participen Edurne Portela i Kepa Aulestia (País Basc), Belén Gopegui, Luisgé Martín i Andrés Barba (Madrid), Ferran Torrent (València), Guillem Frontera (Mallorca), Juan Cruz (Tenerife) i Luis Sepúlveda (xilè establert a Astúries des de fa 20 anys).

### Sisena edició 2019: "Un mar de pàgines"[13]
Va ser comissariada per Manel Foracano i es dugué a terme entre Olot i Girona del 28 de març al 6 d’abril. La sisena edició del MOT va estar protagonitzada pel mar Mediterrani, concebut com un pont que comunica llengües, religions, coneixements i persones. Autors participants: Mahi Binebine, Susanna Rafart, Xavier Moret, Eduardo Mendicutti, Burhan Sönmez, Adrià Pujol, María Belmonte, Javier Reverte, Carme Riera, Josep Piera, Cristina Masanés, Daniel Álvarez Prendes, Míriam Cano, Mazen Maarouf, David Guzman, Michela Murgia, Joan-Elies Adell, Margarida Castells, Jaume Pont, Andrea Marcolongo, Mariàngela Vilallonga, Xavier Montoliu Pauli, Mircea Cărtărescu, Ivan Jablonka, Paula Santillán, Mita Casacuberta, Ersi Sotiropoulos, Eusebi Ayensa, Álvaro Colomer, Maria Carme Roca, Pepa Roma, Mercè Sibina, Quim Curbet, Jordi Esteva, Biel Mesquida, Marina Espasa, Josep Maria Fonalleras.

### Setena edició 2021: "Crear. Un collage que creix amb les paraules."
El MOT 2021 es va dur a terme del 18 al 27 de març entre les ciutats de Girona i Olot. El festival proposa una conversa sobre el procés de crear, la representació com un collage d'històries que s'entrecreuen als llibres. Per primera vegada es podrà seguir de manera virtual i les converses quedaran enregistrades al canal de youtube del Festival. La comissària del MOT 2021 és Glòria Bosch Mir.
Els autors d'aquesta edició son: Àngels Moreno, Lluís-Anton Baulenas, Iolanda Batallé, Alicia Kopf, Tracy Chevalier, Manuel Baixauli, Rodrigo Fresán, Jordi Lara, Perejaume, Heather Rose, Irene Solà, Quim Español, Maylis de Kerangal, Màrius Serra, Víctor Sunyol, Eva Vàzquez, Anna Guitart, Ignacy Karpowicz, Pere Parramon, Álvaro Colomer, Marta Romagosa, Gerard Quintana, Anna Pérez Pagès, Josep Maria Fonalleras, Eva Piquer, Berta Jardí, Lana Bastašić, Mariano Peyrou, Eloy Fernández Porta, Silvana Vogt, Jordi Coca, Mercè Ibarz, Àngels Bassas, Jaume Coll Mariné, Eduard Escoffet, Bernardo Atxaga.